# Fuoco a Cartagena
Fuoco a Cartagena (The Golden Hawk) è un film del 1952 diretto da Sidney Salkow ed interpretato da Sterling Hayden, Rhonda Fleming e Helena Carter.

## Trama
Al tempo della guerra coloniale fra Spagna e Inghilterra per il dominio dei Caraibi, una nave spagnola tenta di avvicinarsi al porto di Basse-Terre. Kid Gerard, capo di un branco di pirati, decide di impadronirsi della nave: nel porto è ancorata la nave inglese Sea Flower e Kid, dopo averne sopraffatto in duello il capitano, se ne serve per dare battaglia alla nave spagnola. I pirati stanno per avere il sopravvento quando dalla nave spagnola una donna si butta in mare e fa cessare il fuoco dicendo che sulla nave avversaria ci sono donne prigioniere. Kid si innamora di lei ma non è corrisposto: la donna è Capitan Rouge, una celebre navigatrice. Attraverso una serie di avventure, Kid finisce col mettersi al servizio dei francesi, che gli ordinano di distruggere Cartagena. In un'azione pericolosa, Kid viene catturato e fatto prigioniero, ma Rouge riesce a intervenire e lo salva da una condanna a morte. Da questo momento, tra i due cessa ogni rivalità e nasce l'amore.

## Distribuzione

### Data di uscita
Il film è uscito negli Stati Uniti l'8 ottobre 1952.